# شهيد باهنر (كولكني)
شهيد باهنر (بالفارسية: شهیدباهنر) هي قرية تقع في إيران في قسم كولكني الريفي. يقدر عدد سكانها بـ 172 نسمة .